# Jamis-Sutter Home/Saison 2012
Dieser Artikel listet Erfolge und Fahrer des Radsportteams Jamis-Sutter Home in der Saison 2012 auf.

## Erfolge in der America Tour
| Datum  | Rennen                     | Kat. | Fahrer            |
| ------ | -------------------------- | ---- | ----------------- |
| 5. Mai | 4. Etappe Tour of the Gila | 2.2  | Alejandro Borrajo |

## Platzierungen in UCI-Ranglisten
| UCI Continental Circuit | Platz |
| ----------------------- | ----- |
| UCI America Tour 2012   | 21    |

## Zugänge – Abgänge
| Zugänge         | Team 2011           | Abgänge         | Team 2012                           |
| --------------- | ------------------- | --------------- | ----------------------------------- |
| Kyle Wamsley    | Bissell Cycling     | Weston Luzadder | Bissell Cycling                     |
| Carson Miller   | Jelly Belly Cycling | Tom Zirbel      | Team Optum-Kelly Benefit Strategies |
| Philip Mooney   | Team Raleigh        | Tucker Brown    | Unbekannt                           |
| Petrus van Dijk | Neoprofi            | Nick Frey       | Unbekannt                           |
|                 |                     | Andy Guptill    | Unbekannt                           |
|                 |                     | Guido Palma     | Unbekannt                           |

## Mannschaft
| Name               | Geburtstag         | Nationalität       |
| ------------------ | ------------------ | ------------------ |
| José Antogna       | 21. Dezember 1976  | Argentinien        |
| Alejandro Borrajo  | 24. April 1980     | Argentinien        |
| Aníbal Borrajo     | 16. November 1982  | Argentinien        |
| Petrus van Dijk    | 10. März 1986      | Niederlande        |
| James Driscoll     | 11. November 1986  | Vereinigte Staaten |
| Bradley Gehrig     | 20. September 1986 | Vereinigte Staaten |
| Carson Miller      | 9. Januar 1989     | Vereinigte Staaten |
| Philip Mooney      | 11. Januar 1985    | Vereinigte Staaten |
| Luis Romero Amarán | 7. April 1979      | Kuba               |
| Eric Schildge      | 29. April 1988     | Vereinigte Staaten |
| Jackie Simes       | 5. November 1988   | Vereinigte Staaten |
| Kyle Wamsley       | 1. März 1980       | Vereinigte Staaten |
| Tyler Wren         | 4. März 1981       | Vereinigte Staaten |